# غيليس هولست
غيليس هولست (بالهولندية: Gilles Holst)‏ هو أستاذ جامعي وفيزيائي هولندي، ولد في 20 مارس 1886 في هارلم في هولندا، وتوفي في 11 أكتوبر 1968 في شمال برابنت في هولندا.